# Bobsleigh nos Jogos Olímpicos de Inverno de 1928
O programa do Bobsleigh nos Jogos Olímpicos de Inverno de 1928 consistiu de apenas uma prova, a masculina para cinco integrantes.

## Medalhistas
|  | USA Estados Unidos                                                 |  | USA Estados Unidos                                              |  | GER Alemanha                                                       |
|  | Billy Fiske Nion Tocker Geoffrey Mason Clifford Gray Richard Parke |  | Jennison Heaton David Granger Lyman Hine Thomas Doe Jay O'Brien |  | Hanns Kilian Valentin Krempl Hans Hess Sebastian Huber Hanns Nägle |

## Resultados
| Pos. | Equipe                | Corrida 1 | Corrida 2 | Total  |
| ---- | --------------------- | --------- | --------- | ------ |
|      | USA Estados Unidos II | 1:38,9    | 1:41,6    | 3:20,5 |
|      | USA Estados Unidos I  | 1:42,3    | 1:38,7    | 3:21,0 |
|      | GER Alemanha II       | 1:41,7    | 1:40,2    | 3:21,9 |
| 4    | ARG Argentina I       | 1:40,1    | 1:42,5    | 3:22,6 |
| 5    | ARG Argentina II      | 1:42,3    | 1:40,6    | 3:22,9 |
| 6    | BEL Bélgica I         | 1:39,8    | 1:44,7    | 3:24,5 |
| 7    | ROM Romênia II        | 1:43,8    | 1:40,8    | 3:24,6 |
| 8    | SUI Suíça I           | 1:43,1    | 1:42,6    | 3:25,7 |
| 9    | GBR Grã-Bretanha II   | 1:41,7    | 1:44,5    | 3:26,2 |
| 10   | GBR Grã-Bretanha I    | 1:40,6    | 1:45,7    | 3:26,3 |
| 11   | MEX México            | 1:44,9    | 1:42,8    | 3:27,6 |
| 12   | NED Holanda           | 1:43,5    | 1:45,5    | 3:29,0 |
| 13   | SUI Suíça II          | 1:41,7    | 1:48,2    | 3:29,9 |
| 14   | FRA França I          | 1:43,7    | 1:46,3    | 3:30,0 |
| 15   | FRA França II         | 1:45,7    | 1:44,5    | 3:30,2 |
| 16   | BEL Bélgica I         | 1:45,0    | 1:46,2    | 3:31,2 |
| 17   | POL Polônia           | 1:44,8    | 1:46,8    | 3:31,6 |
| 18   | GER Alemanha I        | 1:48,0    | 1:43,9    | 3:31,9 |
| 19   | ROM Romênia I         | 1:47,3    | 1:44,9    | 3:32,2 |
| 20   | LUX Luxemburgo        | 1:45,8    | 1:46,9    | 3:32,7 |
| 21   | ITA Itália            | 1:45,0    | 1:49,6    | 3:34,6 |
| 22   | AUT Áustria II        | 1:52,3    | 1:49,7    | 3:42,0 |
| 23   | AUT Áustria I         | 1:44,2    | DSQ       | DSQ    |